# Kledi Kadiu (pływak)
Kledi Kadiu (ur. 28 października 2003) – albański pływak, olimpijczyk z Tokio.
W 2019 brał udział w mistrzostwach świata juniorów, na których między innymi rezultatem czasowym 1:53,73 ustanowił nowy rekord Albanii w konkurencji 200 m stylem dowolnym. W tym samym roku uczestniczył również w rozgrywanych w Gwangju mistrzostwach świata seniorów, gdzie startował w dwóch konkurencjach. W konkurencji 100 m stylem dowolnym zajął w końcowej klasyfikacji 80. pozycję z rezultatem 0:52,53, natomiast w konkurencji 200 m tym samym stylem pływackim – 52. pozycję z czasem 1:55,11.
W 2021 reprezentował swój kraj na letnich igrzyskach olimpijskich w Tokio, gdzie startował w konkurencji pływackiej na dystansie 100 m stylem dowolnym. Albańczyk w tym konkursie odpadł w eliminacjach po zajęciu 52. pozycji z rezultatem 0:51,65.